# Mountain Lodge Park
Mountain Lodge Park – jednostka osadnicza w Stanach Zjednoczonych, w stanie Nowy Jork, w hrabstwie Orange.